# Woronin-Inseln
Die Woronin-Inseln (russisch Острова Воронина, Ostrowa Woronina) sind zwei unbewohnte russische Inseln in der Karasee. Administrativ gehört die Inselgruppe zum Rajon Taimyr in der Region Krasnojarsk. Die Inseln wurden im August 1930 vom Eisbrecher Sedow aus entdeckt und sind benannt nach Wladimir Woronin  (1890–1952), Kapitän des Eisbrechers Alexander Sibirjakow und Leiter der späteren sowjetischen Polarexpedition des Jahres 1932.

## Geographie
Die Woronin-Inseln liegen vergleichsweise isoliert in der nordöstlichen Karasee, 72 km nordöstlich der Kirow-Inseln, rund 100 km nordwestlich des Nordenskiöld-Archipels und etwa 130 km südwestlich von Sewernaja Semlja. Auch in den Sommermonaten taut die Karasee hier nur selten auf, sodass die Inseln fast ganzjährig von Packeis eingeschlossen sind. Die Gruppe besteht aus der größeren Woronin-Insel (russisch Остров Воронина) mit einer Länge von 7,5 km und einer Breite von 3,3 km sowie einer kleinen und schmalen Nebeninsel nördlich davon mit Abmessungen von 2 × 0,5 km; beide Inseln sind durch einen 2 km breiten Meeresarm voneinander getrennt. Die Inseln sind durchweg flach und erreichen eine Höhe von 17 m über dem Meer. Die Woronin-Inseln sind ein Bestandteil des Bolschoi Arktitscheski Sapowednik (Большой Арктический государственный природный заповедник), des größten Naturschutzgebietes Russlands.